# Pulitzer-díjas drámák listája
Ebben a listában a Pulitzer-díj „dráma” kategóriájának jelöltjei és nyertesei találhatóak.
| Év   | Mű                                                                                               | Szerző                                                                            |
| ---- | ------------------------------------------------------------------------------------------------ | --------------------------------------------------------------------------------- |
| 2016 | Hamilton                                                                                         | Lin-Manuel Miranda                                                                |
| 2016 | The Humans                                                                                       | Stephen Karam                                                                     |
| 2016 | Gloria                                                                                           | Branden Jacobs-Jenkins                                                            |
| 2015 | Between Riverside and Crazy                                                                      | Stephen Adly Guirgis                                                              |
| 2015 | Marjorie Prime                                                                                   | Jordan Harrison                                                                   |
| 2015 | Father Comes Home From the Wars (Parts 1, 2, 3)                                                  | Suzan-Lori Parks                                                                  |
| 2014 | The Flick                                                                                        | Annie Baker                                                                       |
| 2014 | The (Curious Case of the) Watson Intelligence                                                    | Madeleine George                                                                  |
| 2014 | Fun Home                                                                                         | Jeanine Tesori és Lisa Kron                                                       |
| 2013 | Disgraced                                                                                        | Ayad Akhtar                                                                       |
| 2013 | Rapture, Blister, Burn                                                                           | Gina Gionfriddo                                                                   |
| 2013 | 4000 Miles                                                                                       | Amy Herzog                                                                        |
| 2012 | Water by the Spoonful                                                                            | Quiara Alegría Hudes                                                              |
| 2012 | Other Desert Cities                                                                              | Jon Robin Baitz                                                                   |
| 2012 | Sons of the Prophet                                                                              | Stephen Karam                                                                     |
| 2011 | Clybourne Park                                                                                   | Bruce Norris                                                                      |
| 2011 | A Free Man of Color                                                                              | John Guare                                                                        |
| 2011 | Detroit                                                                                          | Lisa D’Amour                                                                      |
| 2010 | Next to Normal                                                                                   | Brian Yorkey és Tom Kitt                                                          |
| 2010 | The Elaborate Entrance of Chad Deity                                                             | Kristoffer Diaz                                                                   |
| 2010 | Bengal Tiger at the Baghdad Zoo                                                                  | Rajiv Joseph                                                                      |
| 2010 | In the Next Room or the vibrator play                                                            | Sarah Ruhl                                                                        |
| 2009 | Ruined                                                                                           | Lynn Nottage                                                                      |
| 2009 | Becky Shaw                                                                                       | Gina Gionfriddo                                                                   |
| 2009 | In The Heights                                                                                   | Lin-Manuel Miranda és Quiara Alegría Hudes                                        |
| 2008 | Augusztus Oklahomában (August: Osage County)                                                     | Tracy Letts                                                                       |
| 2008 | Yellow Face                                                                                      | David Henry Hwang                                                                 |
| 2008 | Dying City                                                                                       | Christopher Shinn                                                                 |
| 2007 | Rabbit Hole                                                                                      | David Lindsay-Abaire                                                              |
| 2007 | Orpheus X                                                                                        | Rinde Eckert                                                                      |
| 2007 | Bulrusher                                                                                        | Eisa Davis                                                                        |
| 2007 | Elliot, a Soldier’s Fugue                                                                        | Quiara Alegria Hudes                                                              |
| 2006 | Miss Witherspoon                                                                                 | Christopher Durang                                                                |
| 2006 | The Intelligent Design of Jenny Chow                                                             | Rolin Jones                                                                       |
| 2006 | Red Light Winter                                                                                 | Adam Rapp                                                                         |
| 2005 | Doubt, a parable                                                                                 | John Patrick Shanley                                                              |
| 2005 | Thom Pain (based on nothing)                                                                     | Will Eno                                                                          |
| 2005 | Tiszta vicc (The Clean House)                                                                    | Sarah Ruhl                                                                        |
| 2004 | A magam asszonya vagyok (I Am My Own Wife)                                                       | Doug Wright                                                                       |
| 2004 | Man from Nebraska                                                                                | Tracy Letts                                                                       |
| 2004 | Omnium Gatherum                                                                                  | Theresa Rebeck és Alexandra Gersten-Vassilaros                                    |
| 2003 | Anna in the Tropics                                                                              | Nilo Cruz                                                                         |
| 2003 | Take Me Out                                                                                      | Richard Greenberg                                                                 |
| 2003 | Szilvia, a K. (The Goat or Who is Sylvia?)                                                       | Edward Albee                                                                      |
| 2002 | Topdog/Underdog                                                                                  | Suzan-Lori Parks                                                                  |
| 2002 | The Glory of Living                                                                              | Rebecca Gilman                                                                    |
| 2002 | Yellowman                                                                                        | Dael Orlandersmith                                                                |
| 2001 | Egy bizonyítás körvonalai (Proof)                                                                | David Auburn                                                                      |
| 2001 | The Play About the Baby                                                                          | Edward Albee                                                                      |
| 2001 | The Waverly Gallery                                                                              | Kenneth Lonergan                                                                  |
| 2000 | Vacsora négyesben (Dinner With Friends)                                                          | Donald Margulies                                                                  |
| 2000 | King Hedley II                                                                                   | August Wilson                                                                     |
| 2000 | In the Blood                                                                                     | Suzan-Lori Parks                                                                  |
| 1999 | Fekete angyal (Wit)                                                                              | Margaret Edson                                                                    |
| 1999 | Running Man                                                                                      | Cornelius Eady és Diedre Murray                                                   |
| 1999 | Side Man                                                                                         | Warren Leight                                                                     |
| 1998 | How I Learned to Drive                                                                           | Paula Vogel                                                                       |
| 1998 | Freedomland                                                                                      | Amy Freed                                                                         |
| 1998 | Three Days of Rain                                                                               | Richard Greenberg                                                                 |
| 1997 | Nass (Collected Stories)                                                                         | Donald Margulies                                                                  |
| 1997 | The Last Night of Ballyhoo                                                                       | Alfred Uhry                                                                       |
| 1997 | Pride’s Crossing                                                                                 | Tina Howe                                                                         |
| 1996 | Rent (Rent)                                                                                      | Jonathan Larson                                                                   |
| 1996 | A Fair Country                                                                                   | Jon Robin Baitz                                                                   |
| 1996 | Old Wicked Songs                                                                                 | Jon Marans                                                                        |
| 1995 | The Young Man From Atlanta                                                                       | Horton Foote                                                                      |
| 1995 | The Cryptogram                                                                                   | David Mamet                                                                       |
| 1995 | Seven Guitars                                                                                    | August Wilson                                                                     |
| 1994 | Három magas nő (Three Tall Women)                                                                | Edward Albee                                                                      |
| 1994 | A Perfect Ganesh                                                                                 | Terrence McNally                                                                  |
| 1994 | Keely and Du                                                                                     | Jane Martin                                                                       |
| 1993 | Angels in America: Millennium Approaches                                                         | Tony Kushner                                                                      |
| 1993 | The Destiny of Me                                                                                | Larry Kramer                                                                      |
| 1993 | Fires in the Mirror                                                                              | Anna Deavere Smith                                                                |
| 1992 | The Kentucky Cycle                                                                               | Robert Schenkkan                                                                  |
| 1992 | Miss Evers’ Boys                                                                                 | David Feldshuh                                                                    |
| 1992 | Two Trains Running                                                                               | August Wilson                                                                     |
| 1992 | Conversations With My Father                                                                     | Herb Gardner                                                                      |
| 1992 | Sight Unseen                                                                                     | Donald Margulies                                                                  |
| 1991 | Yonkersi árvák (Lost in Yonkers)                                                                 | Neil Simon                                                                        |
| 1991 | Six Degrees of Separation                                                                        | John Guare                                                                        |
| 1991 | Prelude to a Kiss                                                                                | Craig Lucas                                                                       |
| 1990 | The Piano Lesson                                                                                 | August Wilson                                                                     |
| 1990 | And What of the Night?                                                                           | Maria Irene Fornes                                                                |
| 1990 | Love Letters                                                                                     | A. R. Gurney                                                                      |
| 1989 | The Heidi Chronicles                                                                             | Wendy Wasserstein                                                                 |
| 1989 | M. Butterfly                                                                                     | David Henry Hwang                                                                 |
| 1989 | The Piano Lesson                                                                                 | August Wilson                                                                     |
| 1988 | Driving Miss Daisy                                                                               | Alfred Uhry                                                                       |
| 1988 | Boy’s Life                                                                                       | Howard Korder                                                                     |
| 1988 | Talk Radio                                                                                       | Eric Bogosian                                                                     |
| 1987 | Fences                                                                                           | August Wilson                                                                     |
| 1987 | A Walk in the Woods                                                                              | Lee Blessing                                                                      |
| 1987 | Broadway Bound                                                                                   | Neil Simon                                                                        |
| 1986 | Nem osztottak díjat                                                                              | Nem osztottak díjat                                                               |
| 1985 | Sunday in the Park with George                                                                   | Stephen Sondheim és James Lapine                                                  |
| 1985 | The Gospel at Colonus                                                                            | Lee Breuer és Bob Telson                                                          |
| 1985 | The Dining Room                                                                                  | A. R. Gurney                                                                      |
| 1984 | Glengarry Glen Ross                                                                              | David Mamet                                                                       |
| 1984 | Painting Churches                                                                                | Tina Howe                                                                         |
| 1984 | Fool for Love                                                                                    | Sam Shepard                                                                       |
| 1983 | Jóccakát, anya! (Night, Mother)                                                                  | Marsha Norman                                                                     |
| 1983 | True West                                                                                        | Sam Shepard                                                                       |
| 1982 | A Soldier’s Play                                                                                 | Charles Fuller                                                                    |
| 1981 | A szív bűnei (Crimes of the Heart)                                                               | Beth Henley                                                                       |
| 1980 | Talley’s Folly                                                                                   | Lanford Wilson                                                                    |
| 1979 | Buried Child                                                                                     | Sam Shepard                                                                       |
| 1978 | The Gin Game                                                                                     | Donald L. Coburn                                                                  |
| 1977 | The Shadow Box                                                                                   | Michael Cristofer                                                                 |
| 1976 | A Chorus Line                                                                                    | Michael Bennett, James Kirkwood, Nicholas Dante, Marvin Hamlisch és Edward Kleban |
| 1975 | Seascape                                                                                         | Edward Albee                                                                      |
| 1974 | Nem osztottak díjat                                                                              | Nem osztottak díjat                                                               |
| 1973 | That Championship Season                                                                         | Jason Miller                                                                      |
| 1972 | Nem osztottak díjat                                                                              | Nem osztottak díjat                                                               |
| 1971 | A gammasugarak hatása a százszorszépekre (The Effect of Gamma Rays on Man-In-The-Moon Marigolds) | Paul Zindel                                                                       |
| 1970 | No Place To Be Somebody                                                                          | Charles Gordone                                                                   |
| 1969 | The Great White Hope                                                                             | Howard Sackler                                                                    |
| 1968 | Nem osztottak díjat                                                                              | Nem osztottak díjat                                                               |
| 1967 | Kényes egyensúly (A Delicate Balance)                                                            | Edward Albee                                                                      |
| 1966 | Nem osztottak díjat                                                                              | Nem osztottak díjat                                                               |
| 1965 | The Subject Was Roses                                                                            | Frank D. Gilroy                                                                   |
| 1964 | Nem osztottak díjat                                                                              | Nem osztottak díjat                                                               |
| 1963 | Nem osztottak díjat                                                                              | Nem osztottak díjat                                                               |
| 1962 | How To Succeed In Business Without Really Trying                                                 | Frank Loesser és Abe Burrows                                                      |
| 1961 | All The Way Home                                                                                 | Tad Mosel                                                                         |
| 1960 | Fiorello!                                                                                        | Jerome Weidman, George Abbott, Jerry Bock és Sheldon Harnick                      |
| 1959 | J. B.                                                                                            | Archibald Macleish                                                                |
| 1958 | Look Homeward, Angel                                                                             | Ketti Frings                                                                      |
| 1957 | Hosszú út az éjszakába (Long Day’s Journey Into Night)                                           | Eugene O’Neill                                                                    |
| 1956 | Anna Frank naplója (Diary of Anne Frank)                                                         | Albert Hackett és Frances Goodrich                                                |
| 1955 | Macska a forró bádogtetőn (Cat on A Hot Tin Roof)                                                | Tennessee Williams                                                                |
| 1954 | Teaház az augusztusi holdhoz (The Teahouse of the August Moon)                                   | John Patrick                                                                      |
| 1953 | Picnic                                                                                           | William Inge                                                                      |
| 1952 | The Shrike                                                                                       | Joseph Kramm                                                                      |
| 1951 | Nem osztottak díjat                                                                              | Nem osztottak díjat                                                               |
| 1950 | South Pacific                                                                                    | Richard Rodgers, Oscar Hammerstein és Joshua Logan                                |
| 1949 | Az ügynök halála (Death of a Salesman)                                                           | Arthur Miller                                                                     |
| 1948 | A vágy villamosa (A Streetcar Named Desire)                                                      | Tennessee Williams                                                                |
| 1947 | Nem osztottak díjat                                                                              | Nem osztottak díjat                                                               |
| 1946 | State of the Union                                                                               | Russel Crouse és Howard Lindsay                                                   |
| 1945 | Barátom, Harvey! (Harvey)                                                                        | Mary Chase                                                                        |
| 1944 | Nem osztottak díjat                                                                              | Nem osztottak díjat                                                               |
| 1943 | Hajszál híján (The Skin of Our Teeth)                                                            | Thornton Wilder                                                                   |
| 1942 | Nem osztottak díjat                                                                              | Nem osztottak díjat                                                               |
| 1941 | There Shall Be No Night                                                                          | Robert E. Sherwood                                                                |
| 1940 | The Time of Your Life                                                                            | William Saroyan                                                                   |
| 1939 | Abe Lincoln in Illinois                                                                          | Robert E. Sherwood                                                                |
| 1938 | A mi kis városunk (Our Town)                                                                     | Thornton Wilder                                                                   |
| 1937 | You Can’t Take It With You                                                                       | Moss Hart és George S. Kaufman                                                    |
| 1936 | Idiots Delight                                                                                   | Robert E. Sherwood                                                                |
| 1935 | The Old Maid                                                                                     | Zoe Akins                                                                         |
| 1934 | Men in White                                                                                     | Sidney Kingsley                                                                   |
| 1933 | Both Your Houses                                                                                 | Maxwell Anderson                                                                  |
| 1932 | Of Thee I Sing                                                                                   | George S. Kaufman, Morrie Ryskind és Ira Gershwin                                 |
| 1931 | Alison’s House                                                                                   | Susan Glaspell                                                                    |
| 1930 | The Green Pastures                                                                               | Marc Connelly                                                                     |
| 1929 | Street Scene                                                                                     | Elmer L. Rice                                                                     |
| 1928 | Különös közjáték (Strange Interlude)                                                             | Eugene O’Neill                                                                    |
| 1927 | In Abraham’s Bosom                                                                               | Paul Green                                                                        |
| 1926 | Craig’s Wife                                                                                     | George Kelly                                                                      |
| 1925 | They Knew What They Wanted                                                                       | Sidney Howard                                                                     |
| 1924 | Hell-Bent Fer Heaven                                                                             | Hatcher Hughes                                                                    |
| 1923 | Icebound                                                                                         | Owen Davis                                                                        |
| 1922 | Anna Christie                                                                                    | Eugene O’Neill                                                                    |
| 1921 | Miss Lulu Bett                                                                                   | Zona Gale                                                                         |
| 1920 | Beyond the Horizon                                                                               | Eugene O’Neill                                                                    |
| 1919 | Nem osztottak díjat                                                                              | Nem osztottak díjat                                                               |
| 1918 | Why Marry?                                                                                       | Jesse Lynch Williams                                                              |